# آشوینی آیر تیواری
آشوینی آیر تیواری (انگلیسی: Ashwiny Iyer Tiwari؛ زادهٔ ۱۵ اکتبر ۱۹۷۹) کارگردان فیلم و فیلم‌نامه‌نویس زن اهل هند است.
وی همچنین برندهٔ جوایزی همچون جایزه فیلم‌فیر بهترین کارگردانی شده‌است.